# Incourt
Incourt (wallonisch Incoû) ist eine Gemeinde in der französischsprachigen Provinz Wallonisch-Brabant in Belgien. Sie besteht aus den fünf Ortsteilen Glimes (wallonisch Glime), Incourt, Opprebais, Piétrebais (wallonisch Petbåy) und Roux-Miroir (wallonisch Li Rou-dlé-Muroe).

## Diverses
- Gli(y)mes ist der namensgebende Ort des Hauses Glymes, das dem unehelichen Sohn Herzogs Johann II. von Brabants, Johann Cordeken, entsprang, der im Jahre 1312 von ebenjenem mit dieser Herrschaft belehnt wurde.

## Weblinks

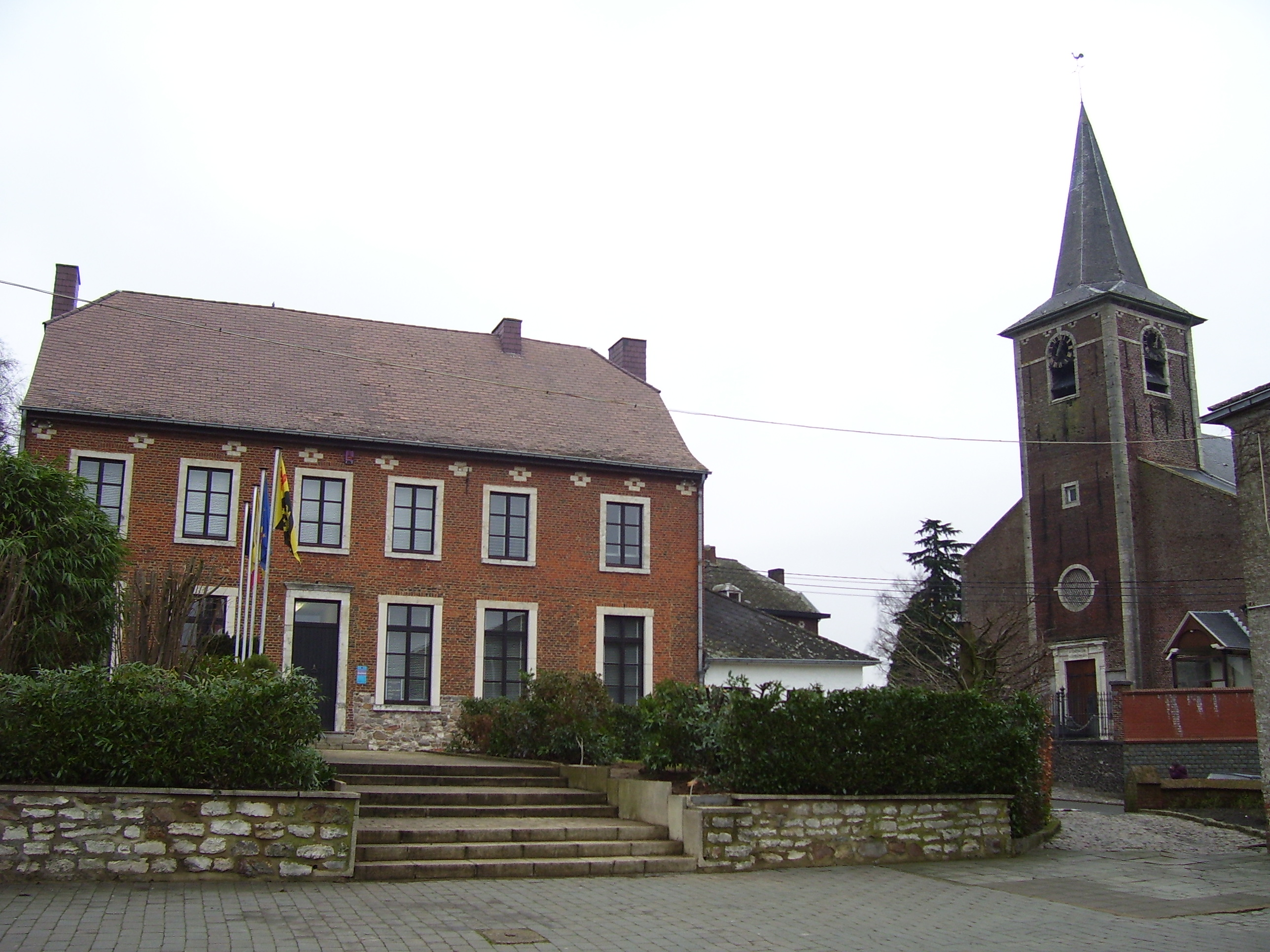
Rathaus und Kirche in Incourt